# 山家三方眾
山家三方眾（日语：／ Yamagasanpōshū）是指在「山（家）三方作手、長問（長篠）、段嶺」割據的三家，分別是作手的奧平氏、長篠的菅沼氏、田峰的菅沼氏，記載在大久保忠教的『三河物語』中。

## 概要
在愛知縣三河國的山間部（以設樂郡為中心，或稱奧三河）土着有力勢力。此外，還有野田城的菅沼定盈（野田菅沼氏）等，為德川家康防備從信濃國南下的武田氏，在對武田信玄、勝賴的合戰中有重要角色。
元龜2年（1571年）以後，在阻止武田氏侵攻三河時，被強力壓制，奧平、田峰菅沼、長篠菅沼從家康之下離反。此後，被編入山縣昌景的寄騎，以武田軍的身份，在三河、遠江國轉戰。三家在武田氏之下被列為同等關係。
元龜4年（1573年），以攻城方的身份，參加壓倒沒有與三家同調的定盈的野田城之戰，引導死守的定盈開城降伏。雖然以定盈的身份作為交換，取回在濱松城的人質，不過改為向武田氏送出人質，立場依然弱小。即使如此，依然投向武田氏，不過在武田軍本隊向本國撤退後，在同年夏天，菅沼正貞的長篠城受到家康反撃，以此為契機，三家的關係漸漸動揺。
天正元年（1573年）8月，奧平貞能背叛武田，再次投向德川，此後，三家的命運大大不同。
天正3年（1575年）5月，在長篠之戰中，奧平氏、菅沼氏兩家內，同樣分為投向德川方和武田方的人，敗北的武田方被驅離三河。與宗家當主奧平貞能投向德川方的奧平氏相對，長篠、田峰兩家一同作為武田方被驅離，只有野田家等庶流留下的菅沼氏從此一蹶不振。
奧平氏在江戶時代中，以三河譜代大名的身份存續。經宇都宮藩等轉為中津藩，一直到明治維新。另一方面，雖然菅沼氏中有菅沼定盈的野田菅沼氏成為大名，不過在之後因為所領被分割，變成交代寄合，於是失去大名資格。